# Malea (Tesalia)

Mapa con algunas de las principales ciudades de la antigua Tesalia y zonas adyacentes. Malea estaba situada al norte.

Malea (en griego, Μαλλοία; en latín, Malloea) es el nombre de una antigua ciudad griega de Tesalia.
Se encontraba en el distrito de Perrebia. Es citada por Tito Livio que señala que se rindió ante el ejército de los etolios en el año 200 a. C. Nuevamente, durante la Guerra romano-siria, fue tomada por un ejército de etolios al mando de Menipo en el año 191 a. C. y poco después fue atacada por el ejército de Filipo V de Macedonia. A la llegada de tropas romanas, que entonces eran aliadas de Filipo, Malea se rindió. Más tarde, en el año 185 a. C. los perrebios solicitaron la devolución de Malea, Ericinio y Gonocóndilo. En el año 171 a. C., en el marco de la tercera guerra macedónica, fue tomada y saqueada por los romanos.
Aparece en una inscripción que puede ser fechada entre los años 375-350 a. C., en una dedicatoria conjunta a Apolo de ciudades de Perrebia.